# Pierry
Pierry ist eine französische Gemeinde mit 1.254 Einwohnern (Stand: 1. Januar 2022) im Département Marne in der Region Grand Est. Sie gehört zum Arrondissement Épernay und zum Kanton Épernay-2. Die Einwohner werden Pierrytièrs genannt.

## Geographie
Pierry liegt etwa 27 Kilometer südsüdwestlich von Reims. Umgeben wird Pierry von den Nachbargemeinden Épernay im Norden, Chouilly im Osten, Cuis im Süden und Südosten, Monthelon im Süden sowie Moussy im Westen.

## Bevölkerungsentwicklung
| Jahr                       | 1962 | 1968 | 1975 | 1982 | 1990 | 1999 | 2006 | 2018 |
| Einwohner                  | 1382 | 1269 | 1157 | 1139 | 1500 | 1395 | 1236 | 1190 |
| Quellen: Cassini und INSEE |      |      |      |      |      |      |      |      |

## Sehenswürdigkeiten
- Kirche Saint-Julien
- Priorei
- Schloss Pierry, 1750 erbaut
- Schloss Les Aulnois, 1780 errichtet
- Schloss La Marquetterie, weitgehend 1734 erbaut
- Park

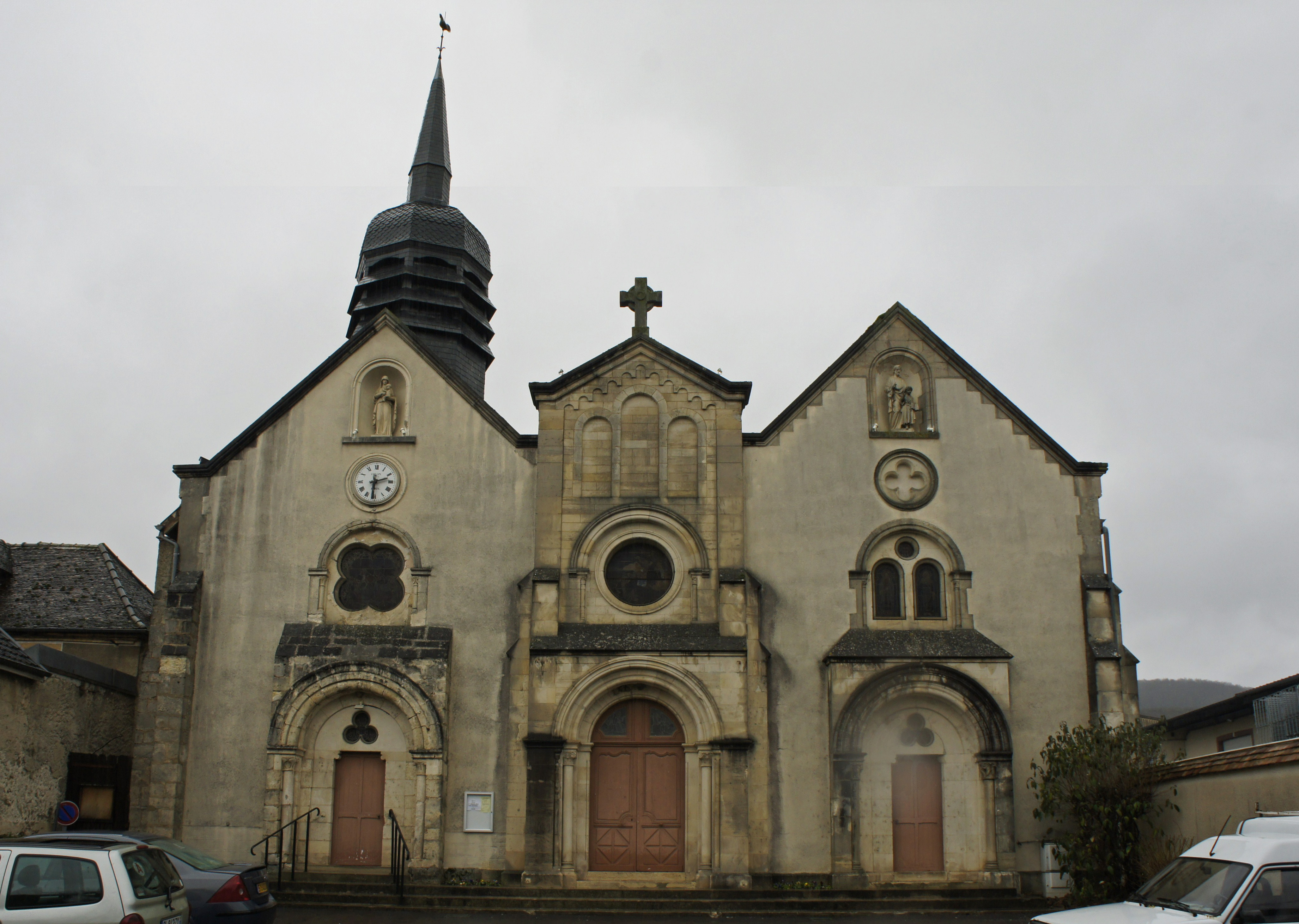
Kirche Saint-Julien
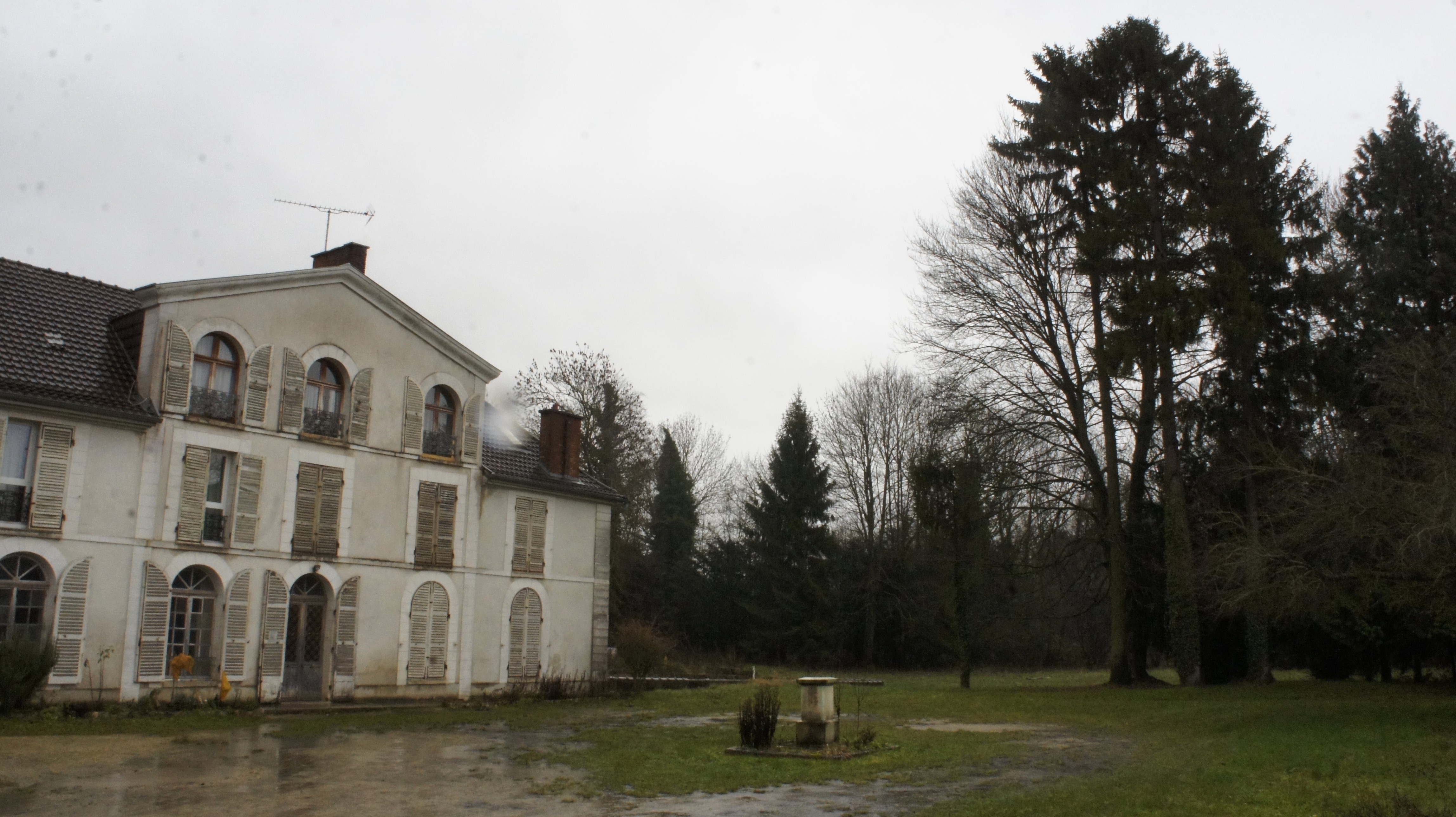
Priorei
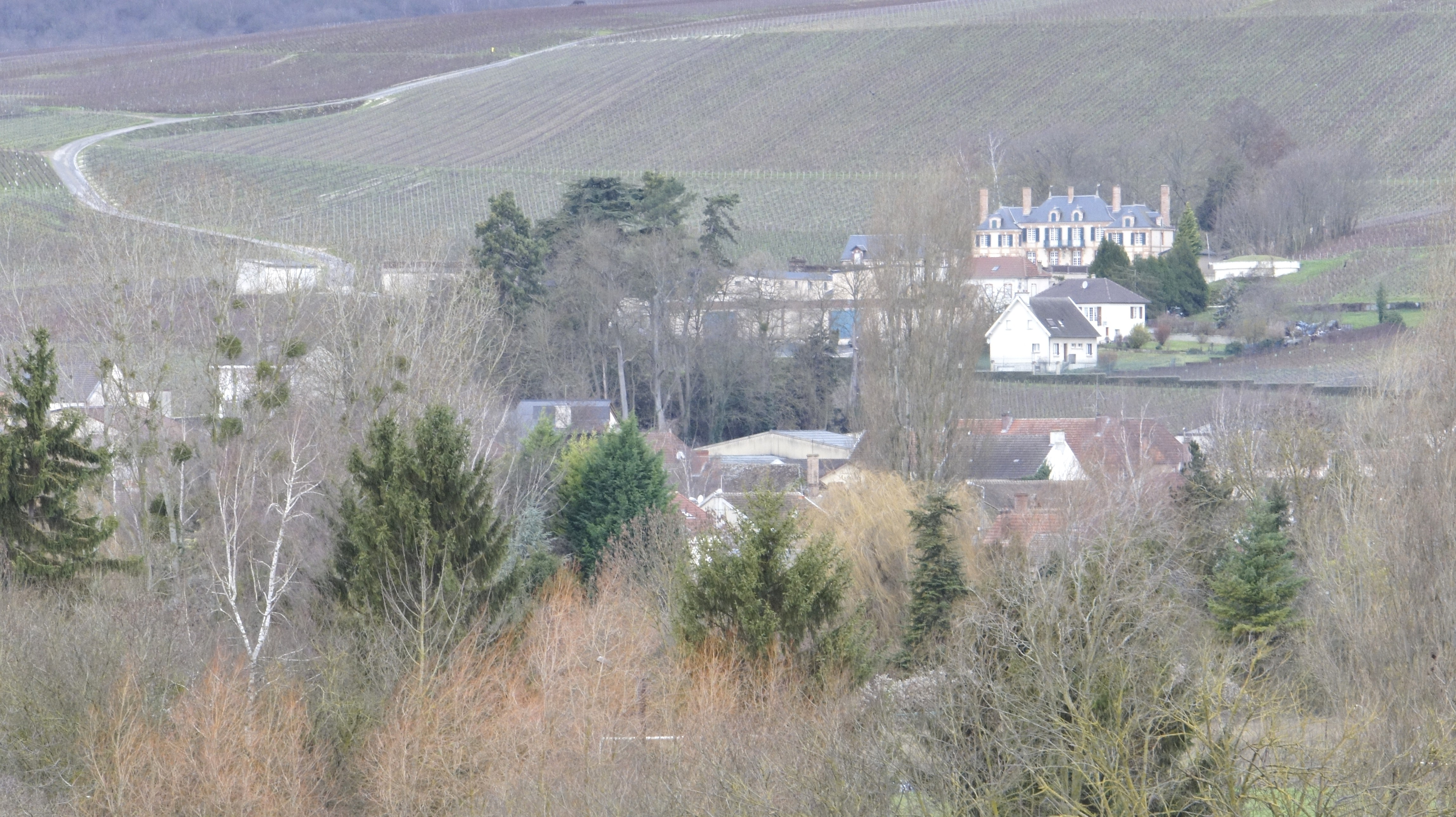
Schloss La Marquetterie
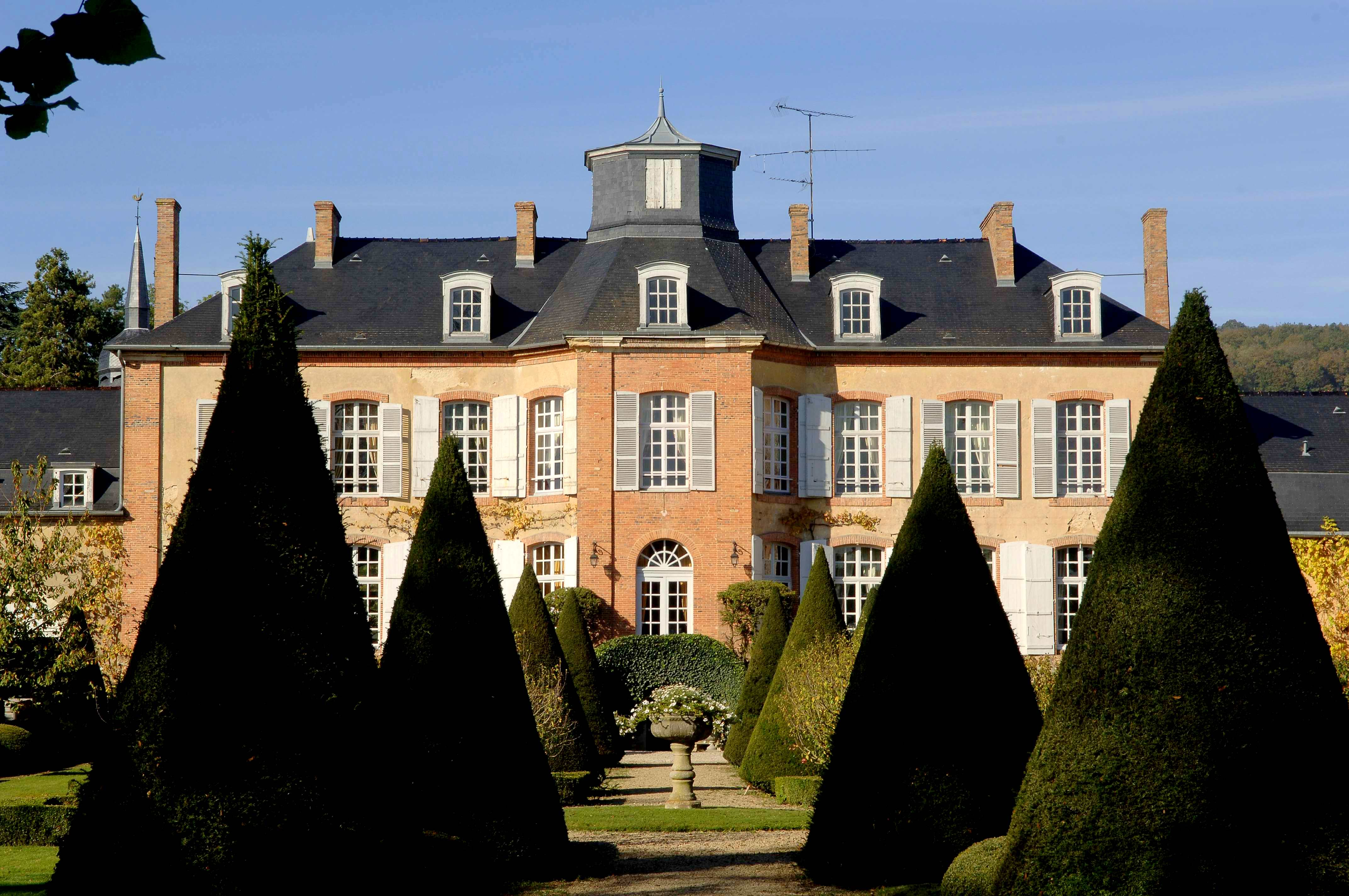
Schloss Les Aulnois

## Persönlichkeiten
- Xavier Aubryet (1827–1880), Journalist und Schriftsteller
- Jacques Cazotte (1719–1792), Schriftsteller
- Jean Oudart (1654–1742), Benediktinermönch, Weingutverwalter (Dom Pérignon)